# Дмитриев, Михаил Афанасьевич
Михаи́л Афана́сьевич Дми́триев (23 сентября 1921 — 10 октября 2001) — педагог, доктор педагогических наук (1993), профессор (1994), заслуженный учитель БССР (1964), Герой Социалистического Труда (1971), участник Великой Отечественной войны.

## Биография
Родился в деревне Барсуки Кормянской волости Рогачевского уезда Гомельской губернии РСФСР (современный агрогородок в Кормянском районе Гомельской области Белоруссии) в семье учителя. Окончил неполную среднюю школу. Работал учителем в Кормянском районе. В 1937 году поступил в Рогачевское педагогическое училище, после второго курса которого поступил в Рогачевский учительский институт (позже — Мозырский педагогический институт) и окончил его в 1941 году. Одновременно с 1940 года работал учителем в деревне Литвиновичи Кормянского района.
С 1 июля 1941 года зачислен в Кормянский истребительный батальон. В марте 1943 года зачислен в состав 10-й Журавицкой партизанской бригады. В 1943 году был избран членом, позже секретарем Журавичского подпольного райкома ЛКСМБ. С осени 1943 г. М. А. Дмитриев в составе 1-й Буда-Кошелевской партизанской бригады.
После освобождения района от захватчиков был направлен работать учителем в деревню Старые Журавичи, занимал должность директора Журавичской средней школы. В 1946 году вступил в ВКП(б) Белоруссии, работал инспектором отдела образования исполнительного комитета Гомельского областного Совета депутатов. С 1949 года — заведующий отделом народного образования Кормянского районного Совета депутатов трудящихся, позже — директор школы № 2 в Корме. В 1950 году окончил Белорусский государственный университет. С 1961 года — на посту директора Кормянского школы-интерната. В 1971 году защитил кандидатскую диссертацию. С 1974 г. — ректор Мозырского педагогического института. В 1985—1999 гг. преподавал в Гомельском педагогическом институте.
Жил в Гомеле. Умер 10 октября 2001 года. Похоронен на кладбище «Осовец».

## Научная деятельность
Автор работ по истории педагогики и просвещения, теоретическо-методических проблемах образования и обучения, трудового воспитания.
Являлся действительным членом Международной академии акмеологических наук (1995), Международной академии технического образования (1995), членом-корреспондентом Белорусской академии образования (1995).

## Награды
- Герой Социалистического Труда — Указом Президиума Верховного Совета СССР от 20 июля 1971 года «За большие заслуги в обучении и коммунистическом воспитании учащихся» с вручением ордена Ленина и золотой медали Серп и Молот.
- ордена Ленина — дважды
- Орден Отечественной войны II степени
- Орден Славы III степени
- Медаль «За отвагу»
- Медаль «Партизану Отечественной войны» II степени
- Памятный знак «Партизан Белоруссии»
- Почётные грамоты Верховного Совета БССР (1964, 1968, 1981)